# Seznam estonskih geologov
Seznam estonskih geologov.

## K
- Edgar Kant (1902-1978)

## O
- Karl Orviku (1903-1981)

## R
- Anto Raukas (1935)

## T
- Eduard von Toll  (1858-1902)